# Kortörad rävkusu
Kortörad rävkusu (Trichosurus caninus) är en pungdjursart som först beskrevs av William Ogilby 1835. Trichosurus caninus ingår i släktet pungrävar, och familjen klätterpungdjur. IUCN kategoriserar arten globalt som livskraftig. Inga underarter finns listade.

## Utseende
Arten når en kroppslängd (med svans) av 74 till 92 cm och en vikt av 2,5 till 4,5 kg. Huvud och bål tillsammans är ungefär lika långa som svansen. Den tjocka pälsen har främst en gråaktig färg. I motsats till den vanliga pungräven (Trichosurus vulpecula) finns inga tydliga färgvariationen. Nästan hela svansen är bra täckt med päls. Bara på undersidan nära spetsen finns ett ställe utan hår. Kortörad rävkusu har doftkörtlar på hakan, på bröstet och vid anus. Körtelvätskan som avsöndras på bröstet har ingen färg. Därför har arten i motsats till den vanliga pungräven ingen fläck på bröstet. Honans pung (marsupium) är väl utvecklad med öppningen framåt. Som det svenska namnet antyder är de avrundade öronen kortare än hos andra pungrävar.

## Utbredning
Pungdjuret förekommer i östra och sydöstra Australien (delstaterna Queensland och New South Wales) och vistas i låglandet samt på bergstrakter som är upp till 1 600 meter höga. Arten lever i olika skogar samt i människans trädodlingar.

## Ekologi
Kortörad rävkusu lever ensam när honan inte är brunstig. Varje exemplar har ett territorium som markeras med körtelvätska och med skrik men reviren kan överlappa varandra. Arten gömmer sig på dagen i trädhålor och sover. Den klättrar mellan skymningen och gryningen i träd eller letar i den låga växtligheten samt på marken efter föda. Djuret äter främst frukter, blad och svampar som kompletteras med några insekter.
Honor har vanligen en eller sällan två kullar per år. Parningen sker under våren och/eller under hösten. Dräktigheten varar 15 till 17 dagar och sedan föds oftast en underutvecklad unge. Den kryper till moderns pung och diar sin mor två till fem månader. Ungen stannar 18 till 36 månader i moderns revir. Könsmognaden infaller för honor efter två år men framgångsrika parningar sker vanligen senare. Hannar kan para sig efter tre år. Uppskattningsvis blir de flesta exemplar 7 år gamla. Den maximala livslängden i naturen är för hannar 12 år och för honor 17 år.
Kortörad rävkusu jagas bland annat av dingon, av pungmården Dasyurus maculatus och av rutpyton.